# Boeing L-15 Scout
El Boeing L-15 Scout o YL-15 (Model 451 de la compañía) fue un pequeño avión de enlace de motor de pistón, construido por Boeing en muy pequeñas cantidades tras la Segunda Guerra Mundial. Era un avión de despegue y aterrizaje cortos (STOL), propulsado por un motor Lycoming de 125 hp. El L-15 fue un intento de Boeing de expandir su línea de productos, ya que la Segunda Guerra Mundial llegó a su fin y la producción de Boeing de aviones de combate disminuyó. Boeing decidió no comercializar el L-15 como avión de aviación general, y los doce construidos fueron entregados al Ejército de los Estados Unidos para ser probados, y luego transferidos al Servicio de Pesca y Vida Salvaje en Alaska para trabajos varios.

## Diseño
El Scout era un avión con tren de aterrizaje fijo convencional que también fue probado con tren de esquíes y flotadores. El fuselaje único se afilaba bruscamente por detrás del piloto, igual que el fuselaje de un helicóptero, con un botalón montado alto soportando las dos superficies de cola. El diseño original incluía un único estabilizador vertical, pero en los modelos de producción se montaron hacia abajo dos pequeños estabilizadores. Se usaron flap-alerones para el control de alabeo, y se montaron flaps de longitud total en el borde de fuga de las alas. El fuselaje trasero estaba totalmente acristalado, y el copiloto sentado en tándem podía girar el asiento hacia atrás.
Aunque su velocidad de crucero era de sólo 162,54 km/h, el avión fue clasificado para ser remolcado por otro avión a velocidades de hasta 257,5 km/h.

## Operadores
Estados Unidos
- Ejército de los Estados Unidos

## Especificaciones
Referencia datos: Boeing Aircraft since 1916

### Características generales
- Tripulación: Dos (piloto y observador)
- Longitud: 7,7 m (25,3 ft)
- Envergadura: 12,2 m (40 ft)
- Altura: 2,7 m (8,7 ft)
- Superficie alar: 25 m² (269,1 ft²)
- Peso vacío: 686 kg (1511,9 lb)
- Peso cargado: 932 kg (2054,1 lb)
- Planta motriz: 1× motor bóxer de cuatro cilindros refrigerado por aire Lycoming O-290-7.
  - Potencia: 93 kW (128 HP; 126 CV)

### Rendimiento
- Velocidad máxima operativa (Vno): 180 km/h (112 MPH; 97 kt)
- Velocidad crucero (Vc): 163 km/h (101 MPH; 88 kt)
- Velocidad de entrada en pérdida (Vs): 56 km/h (35 MPH; 30 kt)
- Techo de vuelo: 5000 m (16 404 ft)
- Régimen de ascenso: 3,2 m/s (630 ft/min)
- Carga alar: 37,3 kg/m² (7,6 lb/ft²)
- Potencia/peso: 0,10 kW/kg (0,061 hp/lb)
  - Autonomía: 2¼ horas normal, 5½ horas con combustible externo

## Aeronaves relacionadas

### Secuencias de designación
- Secuencia Numérica (interna de Boeing): ← 377 - 400 - 450 - 451 - 464 - 466 - 474 →
- Secuencia L-_ (Aviones de Enlace de las USAAF/USAF, 1942-1962): ← L-12 - L-13 - L-14 - L-15 - L-16 - L-17 - L-18 →